# Sant Antoni de Cornellà
L'església de Sant Antoni de Cornellà és situada dins el conjunt urbà de Cornellà del Terri, molt a prop de la plaça, a la banda llevant.

## Història
Antigament havia estat, segons diversos autors, capella del desaparegut castell de Cornellà. No es disposa, ara com ara, de notícies històriques referents a aquesta capella, que molt probablement estigué anteriorment sota una altra advocació, ja que l'actual és una dedicació tardana, arrelada a partir del segle xiii.

## Arquitectura
Aquesta esglesiola és una construcció senzilla, de nau rectangular coberta amb volta de canó apuntada. L'absis, de planta semicircular, és cobert amb el tradicional quart d'esfera que mostra també un lleuger perfil apuntat en el carregament més baix de la nau. Té una petita finestra centrada. Les filades de carreus són fetes amb pedra molt basta i mides irregulars, quadrangulars, que van de dels 10-35 cm d'amplada als 16-20 cm d'alçada. La porta, situada a migdia, és protegida per un pòrtic, afegit a la capella que prolonga els murs laterals i resta obert el frontis. La coberta d'aquest pòrtic, amb una teulada a dos vessants, segueix els pendents dels de la capella, que es resolen amb una jàssera de carener recolzada amb puntals sobre un travesser frontal, forma habitualment utilitzada en pallisses annexes als masos. La porta, amb arc de mig punt i dovelles grosses, manté restes de pintures parcialment posades al descobert en una operació de repicament. Realitzades amb mangra sobre blanc de calç, cobrien tota la façana principal si bé actualment només s'observen les dovelles figurades amb dibuixos indefinits al seu interior. La façana és coronada per un petit campanar d'espadanya.